# Severin Schlegel
Severin Schlegel (Vaduz, 24 luglio 2004) è un calciatore liechtensteinese, difensore del Balzers e della nazionale liechtensteinese.

## Carriera

### Club
Formatosi nelle giovani del Triesen, in Liechtenstein, nel 2021 passa agli svizzeri del Vaduz.
Nella stagione 2022-2023 viene aggregato al Vaduz II, con cui debutta subentrando al 52' nella sfida contro il Ruggell II, valida per gli ottavi di Coppa del Liechtenstein e vinta ai rigori dal Vaduz.

### Nazionale
L'11 settembre 2023, esordisce con la nazionale liechtensteinese da subentrato, nella sconfitta per 3-0 contro la Slovacchia, valida per le qualificazioni al Campionato europeo di calcio 2024.